# Церква святого архистратига Михаїла (Сков'ятин)
Церква святого архистратига Михаїла в Сков'ятині — парафія і храм Борщівського благочиння Тернопільської єпархії Православної церкви України в селі Сков'ятин Чортківського району Тернопільської области.
Оголошена пам'яткою архітектури місцевого значення (охоронний номер 417).

## Історія церкви
У 1961 році радянська влада закрила храм, але односельчани таємно доглядали за ним. Ініціаторами цього були старші брати Василь Маюрка, Дмитро Яремків, Олександр Курей, а також старша сестриця Марія Гнидик. Коли влада намагалася переобладнати церкву на спортивний зал, люди на чолі з головою сільської ради Галиною Бойчук захистили її.
У 1989 році церква була урочисто відкрита. Під керівництвом о. Івана Шиманського парафіяни та церковний комітет спільними зусиллями відновили святиню.
У 2006 році громада та комітет організували розпис стін і іконостасу, а також позолотили тетрапод, два аналойчики та Царські ворота. Після завершення розпису придбали нові атрибути: хрести, хоругви, Хресну Дорогу, плащаницю, жертовник, фелони та підсвічники.
Ікони прикрасили новими вишивками, виконаними Ганною Крисак та Марією Кузик. Особливий внесок зробила Ганна Руданська, яка вишила постові рушники та святкові хоругви.
Зовнішнє оздоблення також було оновлено: вхідні двері виготовили майстри Петро Курей та Федір Шийка.
У 2010 році відремонтували дзвіницю та встановили ковані ворота. Усі ці роботи виконані завдяки пожертвам парафіян.

## Парохи
- о. Іван Яворський,
- о. Іван Шиманський (до 2005),
- о. Володимир Баковський (з 19 серпня 2005).